# TT29
La tombe thébaine TT 29 est située à Cheikh Abd el-Gournah, dans la nécropole thébaine, sur la rive ouest du Nil, face à Louxor en Égypte.
C'est la première sépulture qu'Amenemopet, vizir d'Amenhotep II et gouverneur de Thèbes, s'était destinée non loin de celle de son frère Sennefer (tombe thébaine TT96) avant d'en faire réaliser une deuxième, la tombe KV48 dans la vallée des Rois.